# Tschukotskaja Jesdowaja
Der Tschukotskaja Jesdowaja (russisch Чукотская Ездовая, wiss. Transliteration Čukotskaja Ezdovaja), auch Tschuktschen-Laika, ist eine Hunderasse aus Sibirien. Die Rasse ist von der RKF (Российская кинологическая федерация, Rossijskaja kinologitscheskaja federazija, „Russischer Kynologenverband“), die Russland in der FCI vertritt, anerkannt. Die RKF führt sie in FCI-Gruppe 5, von der FCI ist die Rasse nicht anerkannt. Bei russischen nationalen Ausstellungen wird für die Rasse das CAC, die Anwartschaft auf den Nationalen Schönheits-Champion, vergeben, es werden Arbeitsprüfungen durchgeführt.
Die Rasse wird von den Tschuktschen als Zughund, Schlittenhund und Arbeitshund eingesetzt.

## Herkunft und Geschichtliches
Seit 1999 ist er eine in der RKF als Zuchtgruppe anerkannte Schlittenhundrasse. Die Rasse begründete mit anderen Hunden der sibirischen Völker – Jukagiren-Hund (Jakutischer Laika) und Kamtschatka-Hund – 1910 die Zucht des Siberian Husky. In ganz Sibirien sind alle urtypischen Hunde Abkömmlinge der ersten Hunde, die die aus dem Süden kommenden Einwanderer in diese Regionen gebracht hatten. Jesdowaja Laika bedeutet „Transport-Laika“ oder „Laika, der einen Schlitten zieht“. Ездовая собака (Ezdovaja Sobaka) heißt Schlittenhund. Die Form Чукотская Ездовая ist eine Aneinanderreihung von Adjektiven und ist die Kurzform von Чукотская ездовая собака (Tschuktschen-Schlittenhund).
Diese Rasse wird aus Exemplaren der besten eingeborenen Schlitten-Hunde der Tschuktschen und anderer Völker Nordostsibiriens entwickelt. Ein Entwurf des neuen Rassestandards wird bereits formuliert. Beschreibungen der eingeborenen Schlittenhunde der Tschuktschen-Halbinsel (auch Tschukotka-Halbinsel genannt) spiegeln allgemein das Erscheinungsbild des in der Tundra gewöhnlichen Schlittenhundes im Osten und der anderen Zonen der Taimyr-Halbinsel. Blauäugigkeit wird von den Kajoors, den Mushern auf Tschukotka, und Jägern nicht geschätzt. Letztere glauben, dass blauäugige Tiere weniger Ausdauer besitzen und minderwertigere Arbeit leisten.

## Beschreibung
Der Tschukotka-Schlitten-Laika ist ein ziemlich kräftiger Hund mittlerer Größe mit wohlproportionierter Körperstruktur, wohlgeformtem Knochenbau und Muskulatur.
Rüden haben ungefähr 52 bis 58 cm Schulterhöhe, und Hündinnen messen 49 bis 55 cm Schulterhöhe. Am Sakrum (Kreuzbein) gemessen ist die Höhe gleich oder ca. 2 cm niedriger. Tiefe Brust, im vorderen Teil leicht eingeengt, im vorderen Teil breit. Die tiefe Brustlinie befindet sich auf gleicher Linie mit dem Ellenbogen. Der Brustumfang misst mindestens 76 cm bei den Rüden, bei Hündinnen mindestens 71 cm. Der Bauch ist leicht eingezogen, die Kruppe ist ein wenig erhaben. Die Hunde ähneln oft mehr dem Kanadischen Eskimohund als dem Samojeden oder dem Sibirischen Husky. Das Erscheinungsbild ist jedoch insgesamt eher uneinheitlich, es gibt eine Vielzahl von unterschiedlichen Schlägen. Die häufigsten Farben sind creme-weiß, rot in verschiedenen Schattierungen, wolfsgrau, braun, weiß gescheckt mit jeder Farbe und schwarz. Das Haarkleid besteht aus dichter schützender Unterwolle mit mittellangem, geradem Deckhaar. Der Kopf ist dreieckig, massiv mit breitem Schädel. Fang und Schädeldach sind gleich lang. Fanglinie und Schädellinie sind parallel, das Tier hat ein Scherengebiss. Die Lefzen sind anliegend, der Nasenspiegel ist schwarz oder braun, je nach Haarfarben. Die Augen sind mandelförmig und schräg eingesetzt. Die Augenfarbe ist gelb oder braun bzw. schwarz, seltener blau. Die Ohren sind klein und aufrecht stehend mit gerundeten Spitzen, leicht nach vorn geneigt. Die Rute ist tief angesetzt und erreicht gestreckt das Sprunggelenk nicht. Sie ist säbelförmig oder sichelförmig. Die Behaarung ist lang. Hunde aus dem Nordostsibirien bellen nicht viel, können allerdings sehr geräuschvoll heulen.

## Wesen
Schlittenhunde aus Tschukotka sind grundsätzlich freundlich und loyal dem Menschen gegenüber. Sie geben Laut, wenn sich ein anderes Team oder Fahrzeug ihnen oder ihrem Lager nähert. Die Tschukotka-Hunde konkurrieren untereinander um die Ressourcen. Ein Schlittenteam kann nur nach der Etablierung einer Rangordnung unter den Tieren arbeiten.

## Verwendung
Der Tschukotka-Schlitten-Laika ist dabei, sich als Schlittenhunderasse zu etablieren. Ausgewählte und geeignete Hunde werden jedoch auch zur Jagd auf Bären und Wildschweine verwendet. Als Familienhund ist der Tschukotka-Hund ein guter Wächter.